# Gabus (Kopo)
Gabus is een bestuurslaag in het regentschap Serang van de provincie Banten, Indonesië. Gabus telt 6859 inwoners (volkstelling 2010).